# 莱奥·迪布瓦
萊奧·米歇爾·約瑟夫·克洛德·迪布瓦（法語：Léo Michel Joseph Claude Dubois，發音：[leo miʃɛl ʒozɛf klod dybwa]；1994年9月14日—），法國足球運動員，現效力土耳其足球超级联赛球會艾尤普，法國國家足球隊成員，司職右後衛。

## 俱樂部生涯
1994年9月出生的迪布瓦，2008年就加入了南特的青訓系統。在2012年進入了南特B隊，隨後在2014年升入南特一隊，開啓了自己的職業生涯。
迪布瓦在2015年成為了球隊的主力，而此後他也發揮出了自己的能力，在2015-16賽季里，他擔任了左後衛和右後衛，出場24次。在2016-17賽季，迪布瓦先是入選了法國U21國家隊，隨後在法甲聯賽他在36次出場貢獻了8次助攻。
上賽季，迪布瓦成為了南特的隊長，而他也延續了自己的發揮，在定位球和傳球方面也發揮出了自己的能力，打進3球助攻5次。在2018年1月，合同即將到期的迪布瓦也決定夏天加盟法甲豪門里昂。
在10-12月他一度因為受傷而失去了位置，不過隨著拉斐爾受傷，堅尼·迪迪因為中後衛短缺而擔任中後衛位置，迪布瓦也逐漸回到正選陣容，2-3月他多次進球和助攻，精彩的發揮也讓他成為了球隊的主力。

## 國家隊生涯
2019年6月，在法國對陣玻利維亞的友誼賽，他首次為法國國家隊出場。

## 榮譽

### 國家隊
法國
- 歐洲足協國家聯賽冠軍：2020–21賽季[4]

## 外部連結
- Soccerway資料庫：莱奥·迪布瓦